# إنغو شميت
إنغو شميت (بالألمانية: Ingo Schmitt) هو سياسي ألماني، ولد في 30 يوليو 1957 في برلين في ألمانيا. حزبياً، نشط في الاتحاد الديمقراطي المسيحي.

## مناصب
- في انتخابات البرلمان الأوروبي 1999، انتخب عضو في البرلمان الأوروبي عن دائرة ألمانيا لترشحه ضمن قائمة الاتحاد الديمقراطي المسيحي، وقد انضم خلال فترته النيابية (20 يوليو 1999 – 19 يوليو 2004) للكتلة البرلمانية الكتلة البرلمانية لحزب الشعب الأوروبي.
- في انتخابات البرلمان الأوروبي 2004، انتخب عضو في البرلمان الأوروبي عن دائرة ألمانيا لترشحه ضمن قائمة الاتحاد الديمقراطي المسيحي، وقد انضم خلال فترته النيابية (20 يوليو 2004 – 17 أكتوبر 2005) للكتلة البرلمانية الكتلة البرلمانية لحزب الشعب الأوروبي.
- انتخب عضو في برلمان برلين ‏.
- انتخب عضو في البوندستاغ الألماني خلال فترته النيابية  [لغات أخرى]‏ (18 أكتوبر 2005 – 27 أكتوبر 2009).

## روابط خارجية
- إنغو شميت على موقع مونزينجر (الألمانية)